# Ренкин, Уильям Джон
Уильям Джон Макуорн Ранкин (Ренкин) (англ. William John Macquorn Rankine; 5 июля 1820, Эдинбург — 24 декабря 1872, Глазго) — шотландский инженер, физик и механик, один из создателей технической термодинамики.
Член Эдинбургского королевского общества (1850), Лондонского королевского общества (1853).

## Биография
Учился в Эдинбургском университете с 1836 года по 1838 год, был вынужден покинуть его, так и не окончив, из-за стеснённого финансового положения.

## Научная деятельность
В 1849 году независимо от Клаузиуса получил общие уравнения термодинамики, выражающие соотношение между количеством теплоты и механической энергией. Исследовал термодинамические свойства газов и пара в 1850 году и составил таблицы водяных паров получивших широкое применение. В 1859 году построил полную теорию паровой машины; в частности, разработал идеальный термодинамический цикл парового двигателя, названного в его честь.
Ренкин — наряду с К. Доплером, Г. Риманом, Э. Махом и П.-А. Гюгонио — считается одним из основоположников классической газовой динамики. В ней он, исследуя ударные волны, впервые получил (1870 г. — за 17 лет до Гюгонио) правильные условия на поверхности разрыва (то есть соотношения, связывающие скачки физических величин при переходе через данную поверхность).
Ввёл ряд терминов, широко применяемых в механике и термодинамике: потенциальная энергия, адиабатический и изотермические процессы, адиабата. В теории ударных волн известна адиабата Ранкина—Гюгонио.

## Известные работы
«Руководство по паровым машинам» — первый труд по технической термодинамике (1859).

## Память
В 1976 г. Международный астрономический союз присвоил имя Уильяма Джона Ранкина кратеру на видимой стороне Луны.